# Decorazioni alla bandiera della Marina Militare

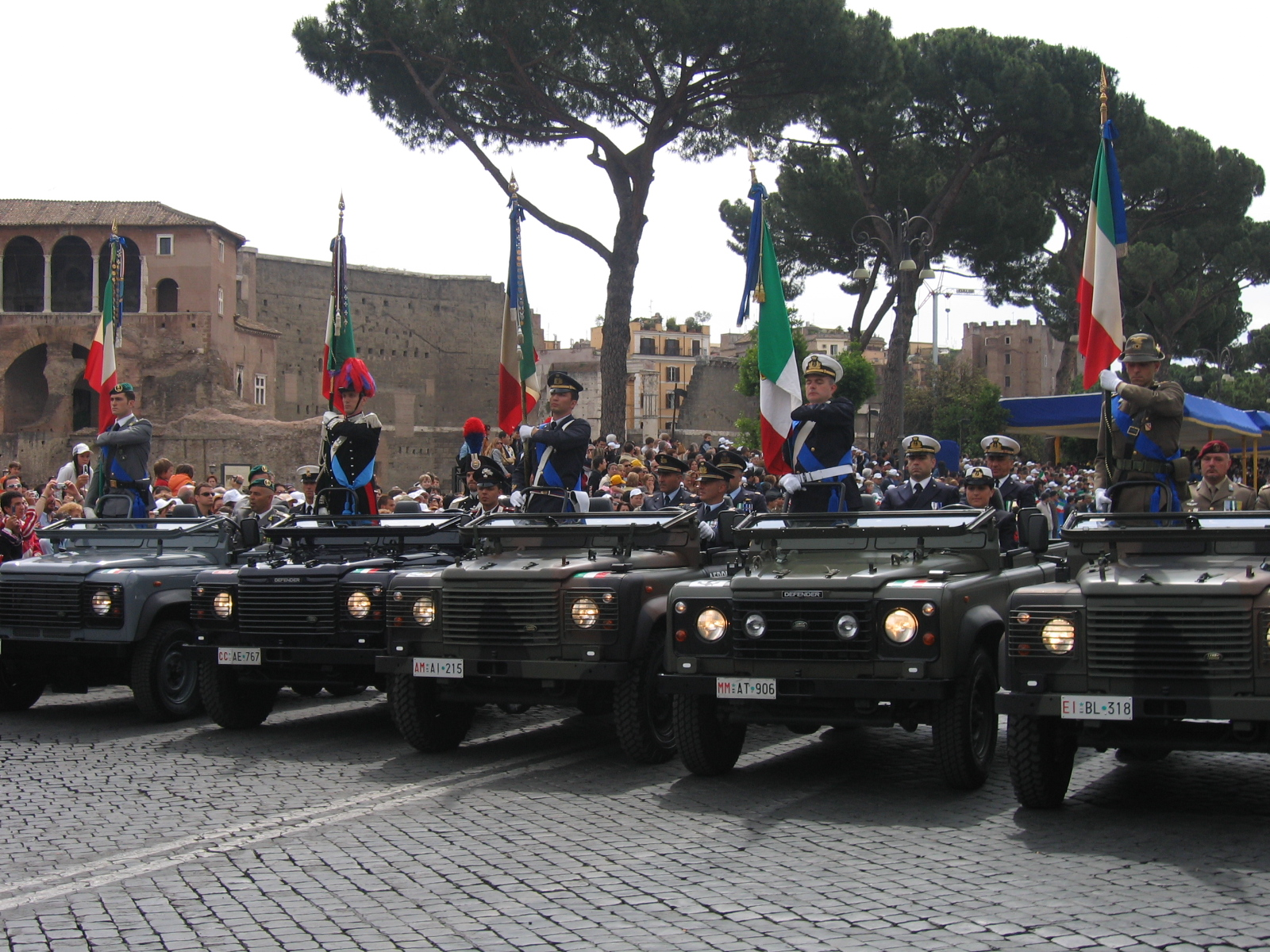
Bandiere di guerra delle Forze armate italiane e della Guardia di Finanza in sfilata per la festa della Repubblica. La bandiera della Marina Militare è la seconda da destra.

La bandiera d'arma della Marina Militare è stata concessa all'allora Regia Marina con regio decreto del 12 maggio 1939. Al termine della seconda guerra mondiale, alla bandiera fu modificata la denominazione nell'attuale. È in consegna al Comando in Capo della Squadra navale che la custodisce nella propria sede.

## Decorazioni alla bandiera d'arma della Marina Militare
6 Croci di Cavaliere dell'Ordine militare d'Italia (di cui 1 già dell'Ordine militare di Savoia)
 2 Medaglie d'oro al valor militare
 1 Medaglia d'argento al valor militare
 1 Medaglia d'oro al valor civile
 1 Medaglia di bronzo al valor civile
 2 Medaglie d'oro al merito della sanità pubblica
(aggiornamento al gennaio 2024)